# 글래스고 워리어스
글래스고 워리어스(Glasgow Warriors)는 1872년 창단한 스코틀랜드 글래스고의 프로 럭비 팀이다. 홈구장은 퍼힐 스타디움이며 현재 마그너스 리그에 참가하고 있다.